# Worcester Summit
Der Worcester Summit ist ein 2030 m hoher Berggipfel im westantarktischen Queen Elizabeth Land. Im Dufek-Massiv der Pensacola Mountains ragt er am östlichen Ende des Jaeger Table auf.
Das Advisory Committee on Antarctic Names benannte ihn 1979 nach Robin D. Worcester, der gemeinsam mit David W. Bennett im antarktischen Winter 1973 das erste Satellitenvermessungsteam des United States Geological Survey auf der Amundsen-Scott-Südpolstation bildete.